# Bernardevansita
La bernardevansita és un mineral de la classe dels òxids. Rep el nom en honor del doctor Bernard W. Evans (n. 1934), professor emèrit de mineralogia i petrologia a la Universitat de Washington, a Seattle (Estats Units).

## Característiques
La bernardevansita és un selenit de fórmula química Al₂(SeO₃)₃(H₂O)₃⋅3H₂O. Va ser aprovada com a espècie vàlida per l'Associació Mineralògica Internacional l'any 2022 i publicada en el mes de gener de 2023. Cristal·litza en el sistema monoclínic. És una espècie dimorfa de l'alfredopetrovita.
Les mostres que van servir per a determinar l'espècie, el que es coneix com a material tipus, es troben conservades al Museu Mineral de la Universitat d'Arizona, a Tucson (Arizona), amb el número de catàleg: 22712, i al projecte RRUFF, amb el número de mostra: r210010.

## Formació i jaciments
Va ser descoberta a la mina El Dragón, situada a la municipalitat de Porco, dins la província d'Antonio Quijarro (Departament de Potosí, Bolívia). Aquesta mina boliviana és l'únic indret de tot el planeta on ha estat descrita aquesta espècie mineral.